# Мало (остров)
Мало (ранее известный как остров Святого Бартоломью) — остров в составе архипелага Новые Гебриды в Тихом океане. Принадлежит Вануату. Административно входит в состав провинции Санма. Другое название острова — Уре-Намаранда (бисл. Ure-namaranda).

## География
Остров Мало расположен в северной части архипелага Новые Гебриды в Тихом океане, между островом Эспириту-Санто, лежащим к северу в 3 км, и островом Малекула, лежащим к югу. Ближайший материк, Австралия, находится примерно в 1200 км.
Остров Мало имеет смешанное вулканическое и коралловое происхождение. Окружность острова составляет около 55 км, длина — 17 км, ширина — 13 км, площадь — 180,0 км². Высшая точка на острове — гора Мало (326 м).
Климат на Мало влажный тропический. Среднегодовое количество осадков составляет около 3000 мм дождя. Остров подвержен частым циклонам и землетрясениям.

## История
На Мало было найдено самое раннее поселение людей на Новых Гебридах: остров был заселён около 3500 лет назад представителями культуры лапита. Европейским первооткрывателем Мало стал французский путешественник Луи Антуан де Бугенвиль, высадившийся на острове в 1768 году.
В марте 1906 года Мало, как и другие острова Новых Гебрид, стали совместным владением Франции и Британии, то есть архипелаг получил статус англо-французского кондоминиума.
30 июня 1980 года Новые Гебриды получили независимость от Великобритании и Франции, и остров Мало стал территорией Республики Вануату.

## Население
В 2009 году численность населения Мало составляла 4279 человек.
Главная продукция острова — копра и какао, выращиваемые на плантациях. Мало (тамамбо) — также название одного из австронезийских языков, на котором разговаривают жители острова.